# Rossart
Rossart (en wallon Rôssaut) est un village de la commune belge de Bertrix situé en Région wallonne dans la province de Luxembourg.
Avant la fusion de communes de 1977, il faisait partie de l’ancienne commune d'Orgeo.

## Situation
Rossart est un village ardennais situé dans un vallon où coule le ruisseau de Rossart (altitude de 395 m à l'église). Il se situe à environ 700 m au nord de la route nationale 845 qui relie Bertrix à Neufchâteau entre les localités de Biourge, Nevraumont et Grandvoir.
Bertrix se trouve à environ 7,5 km à l'ouest.

## Patrimoine
L'église dédiée à Saint Antoine de Padoue date de 1844. Elle compte une seule nef. Le clocher possède un œil-de-bœuf et une toiture à six pans. Entourée par son cimetière lui-même ceint d'un mur de pierre, elle est bâtie en retrait de la Grand'Rue.
À un carrefour, au coin de la rue Tordue, se trouve une grotte artificielle aménagée en l'honneur de Notre-Dame de Lourdes.

## Activités
L'école communale se situe au centre du village, au 21 de la Grand'Rue.
La fête du village a lieu le dernier week-end de juin.
Rossart compte un club de football, l'Union Sportive de Rossart, dont les terrains se trouvent à 2 km au nord du village le long de la rue des Houppettes.